# Mura di Travale

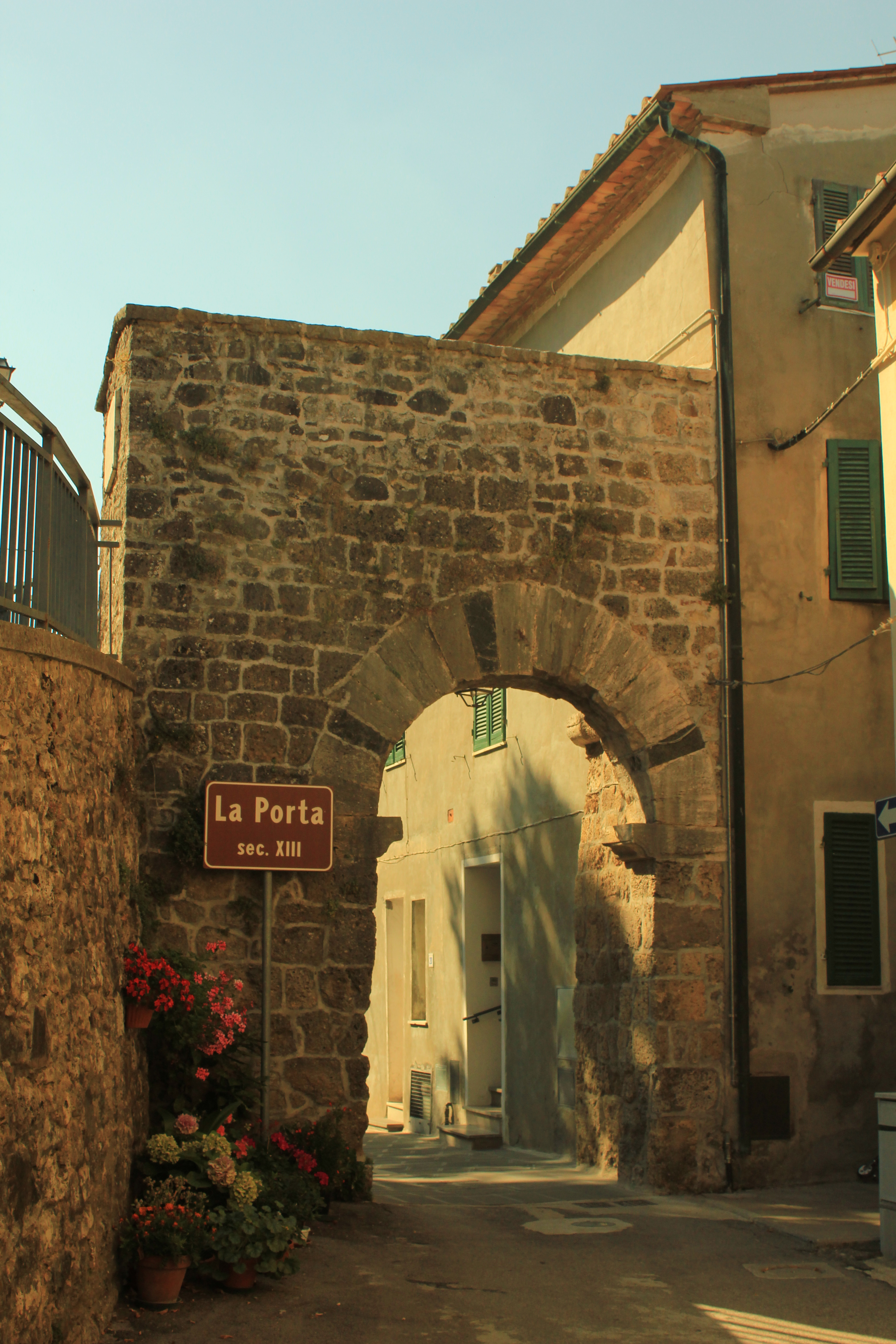
La porta di Travale

Le mura di Travale costituiscono il sistema difensivo dell'omonimo borgo del territorio comunale di Montieri.

## Storia
La cinta muraria fu costruita dai Pannocchieschi a partire dal XII secolo, con alcune successive modifiche e ristrutturazioni. Nell'insieme, delimitava interamente il borgo castellano di Travale che si stava sviluppando in quell'epoca.
Verso la metà del Trecento, le mura furono ulteriormente fortificate dai Senesi, con la costruzione del cassero.
Gran parte della cinta muraria e il cassero furono distrutti durante l'assedio del 1554 condotto dalle truppe granducali di Cosimo I de' Medici; questo evento determinò il definitivo passaggio di Travale nel Granducato di Toscana.

## Descrizione
Le mura di Travale, delle quali è ben ravvisabile la pianta a forma circolare, si conservano soltanto in alcuni tratti, a causa delle gravi distruzioni avvenute durante l'assedio del 1554.
È ancora visibile un tratto dell'antica cortina muraria medievale rivestita in pietra a delimitare parzialmente la parte meridionale del borgo; in questo tratto sono ravvisabili anche i ruderi di una torre che, probabilmente, costituiva il cassero trecentesco.
Sul lato settentrionale si è ben conservata la porta di Travale, che costituiva l'unica porta di accesso al borgo.